# Георг Август Валин
Георг (Джордж) Август Валин (на английски: Georg August Wallin, на финландски Yrjö Aukusti Wallin), известен още като Абд ал Вали (24 октомври 1811 – 23 октомври 1852) е финландски ориенталист, пътешественик.

## Биография

### Произход и младежки години 1811 – 1845
Роден през 1811 на Аландските острови. През 1829 се записва да учи източни езици в университета в Хелзинки, който завършва с магистърска степен през 1836. След завършването на образованието си започва работа в Университетската библиотека и пише дисертация на арабски и персийски.
През 1839 заминава за Санкт Петербург, където обогатява знанията си за Близкия изток и през 1843 прави първата си малка експедиция в този район. По време на първата си експедиция приема исляма, сменя името си на Абд ал Вали и след завръщането си написва завещание, в което изрично заявява, че иска след смъртта си да бъде погребан по ислямските обичаи.

### Пътешествия по Арабския полуостров 1845 – 1848
В периода 1845 – 1848 извършва две пътешествия в северната част на Арабския полуостров.

#### Първо пътешествие 1845 – 1846
През пролетта на 1845 тръгва от Палестина на югоизток, пресича планината Еш Шара, безплодна пустинна равнина и през дългата 300 км пясъчна падина Вади Сирхан достига до оазиса Ел Джаут (29°48′ с. ш. 39°52′ и. д. / 29.8° с. ш. 39.866667° и. д.). След четиримесечно пребиваване в оазиса, по време на което лекува местните жители, продължава на югоизток, пресича пясъчната пустиня Голям Нефуд и достига до оазиса Джуба (28°02′ с. ш. 40°16′ и. д. / 28.033333° с. ш. 40.266667° и. д.), а след това и до Хаил (27°31′ с. ш. 41°41′ и. д. / 27.516667° с. ш. 41.683333° и. д.), където прекарва два месеца. Там Валин запланува да се добере до Ер Рияд, разположен на югоизток, но паричните му средства са наизчерпване и се налага да промени плановете си. Присъединява се към търговски керван, пресича в югозападно направление Централното плато и през пролетта на 1846 се добира до крайбрежието на Червено море при Медина. От Джида, пристанището на Мека, по море се завръща в Кайро, като по този начин преминава около 1300 км по абсолютно непосещавани дотогава от европейците райони на Арабския полуостров.

#### Второ пътешествие 1848
Второто си пътешествие започва през февруари 1848 от Ал Мувайла (27°41′ с. ш. 35°29′ и. д. / 27.683333° с. ш. 35.483333° и. д.) на Червено море и пресича меридионалния хребет Еш Шифа, където се задържа повече от месец, поради липса на водачи навътре в пустинята. След като намира необходимите му водачи преодолява лавовото плато на около 28° с.ш., преминава през оазисите Табук (28°23′ с. ш. 36°34′ и. д. / 28.383333° с. ш. 36.566667° и. д.) и Тайма (27°38′ с. ш. 38°33′ и. д. / 27.633333° с. ш. 38.55° и. д.) и през май се добира до Хаил. Отново на валин не се отдава да изпълни запланувания си маршрут. Властите в Хаил вече са се досетили, че той не е този, за когото се представя. (Още по време на първото му пребиваване в Хаил сред арабите се разпространява слуха за странния лекар, който не взема пари за лечението на болните.) Те го заставят да се върне по същия път, по който е пристигнал, но той проявява смелост, издръжливост и настойчивост, се отправя на североизток по почти безводния, а след това изоставен, но много побезопасен кервански път. С петима спътници от еден полупресъхнал кладенец до друг в средата на май достига до река Ефрат на 32º с.ш. отново по напълно неизвестни за европейците пътища Валин преминава над 1300 км.

### Последни години 1848 – 1852
През 1850 се завръща във Финландия и на базата на своите над 2600 км пътешествия съставя най-добрата за това време карта на северните и централни райони на Арабския полуостров, която е публикувана от Руското географско дружество и за съставянето на която същото му присъжда златен медал.
През 1851 Валин завършва докторската си дисертация, започната още през 1836 и обогатена от нови впечатления в резултат на пътешествията му и впоследствие е назначен за професор по ориенталска литература в университета в Хелзинки. Малко по-късно е помолен от Руското географско дружество да оглави нова експедиция в Близкия изток, но отказва поради разклатеното си здраве.
Валин умира на 23 октомври 1852, само три години след завръщането си във Финландия и само един ден преди да навърши 41 години.